# 1732 Heike
1732 Heike este un asteroid din centura principală, descoperit pe 9 martie 1943, de Karl Reinmuth.